# أبو هيبة في جبل الحلال (مسلسل)
مسلسل مصري درامي تدور أحداثه عن رجل يدعى منصور أبو هيبة (قام بتمثيل الدور الممثل محمود عبد العزيز) وهو أحد أهم رجال الأعمال في مصر، كما أن له علاقات مع المافيا الأوروبية، ويتاجر في السلاح والآثار. متزوج من ابنة عمه غنيمة (وفاء عامر) وله منها ثلاث بنات. ألذ أعدائه هو كين أو جدعون (طارق لطفي) وهو من غجر مصر الذين كانوا يقطنون الصعيد، جد (أبو هيبة) طردهم من قرية (الكوامل) وهي قرية بمحافظة سوهاج بصعيد مصر ، وسبب طرد جد أبو هيبة للغجر هو خوف على أصل عائلته من الغجر. يتعرض (أبو هيبة) لمحاولة اغتيال توشك أن تودي بحياته، يخرج منها عازما على تغيير الطريقة التي كان يعيش بها حياته. عرض المسلسل في 29 يونيو 2014.

## طاقم العمل
- محمود عبد العزيز (أبو هيبة)
- وفاء عامر (غنيمة)
- مي سليم (خلود)
- سلوى خطاب (زكية)
- طارق لطفي (كين (جدعون))
- نرمين الفقي
- كريم محمود عبد العزيز (ماهر)
- أشرف عبد الغفور (حكم)

## كادر المسلسل
- المخرج: عادل أديب
- مخرج منفذ: تامر حمزة
- تأليف: ناصر عبد الرحمن